# Wantok kupa
A Wantok kupa (angolul: Wantok Cup) egy megszűnt labdarúgótorna volt, három melanéziai ország Pápua Új-Guinea, a Salamon-szigetek és Vanuatu számára.
A tornát 2008 és 2011 között három alkalommal rendezték meg.
A legsikeresebb válogatott a Salamon-szigetek csapata 2 győzelemmel.

## Eredmények
| Év        | Rendező          | Győztes                | 2. helyezett       | 3. helyezett       | 4. helyezett                     |
| --------- | ---------------- | ---------------------- | ------------------ | ------------------ | -------------------------------- |
| 2008 (1.) | Salamon-szigetek | · Salamon-szigetek U23 | · Vanuatu          | · Salamon-szigetek | · Pápua Új-Guinea (visszalépett) |
| 2008 (2.) | Vanuatu          | törölve                |                    |                    |                                  |
| 2008 (3.) | Pápua Új-Guinea  | törölve                |                    |                    |                                  |
| 2010      | Vanuatu          | törölve                |                    |                    |                                  |
| 2011 (1.) | Salamon-szigetek | · Salamon-szigetek     | · Vanuatu          | nincs              | nincs                            |
| 2011 (2.) | Vanuatu          | · Vanuatu              | · Salamon-szigetek | nincs              | nincs                            |

- b.u. – büntetők után
- k.m. – két mérkőzésen

## Éremtáblázat
| # | Ország           |   |   |   |   |
| - | ---------------- | - | - | - | - |
| 1 | Salamon-szigetek | 2 | 1 | 1 | 4 |
| 2 | Vanuatu          | 1 | 2 | 0 | 3 |
| 3 | Pápua Új-Guinea  | 0 | 0 | 0 | 0 |